# TUI (기업)
TUI AG는 독일 하노버에 본사를 둔 기업 그룹이다. 관광업을 주력으로 하고 있으며, TUI는 Touristik Union International의 약자이다.